# Charles Waldstein

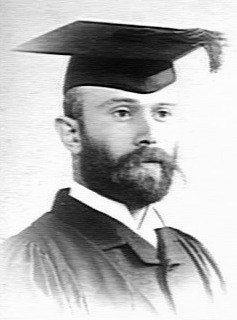
Charles Waldstein

Charles Waldstein später Sir Charles Walston (* 30. März 1856 in New York; † 21. März 1927 in Neapel) war ein englisch-amerikanischer Klassischer Archäologe.

## Leben
Waldstein stammte aus einer jüdischen Familie in New York. Er studierte 1871–1873 Archäologie an der Columbia University in New York und 1873–75 an der Universität Heidelberg, wo er 1875 promoviert wurde. 1876 studierte er kurzzeitig Jura an der Universität Leipzig, ging dann aber nach London. 1878–79 unternahm er Forschungsreisen nach Italien und Griechenland. 1880 wurde Waldstein erster Dozent (Lecturer) für Klassische Archäologie an der Universität Cambridge und zwei Jahre später Reader an derselben Universität. Von 1883 bis 1889 war er Direktor des Fitzwilliam Museum in Cambridge. 1883 wurde er Fellow des King’s College in London. Er war auch ein persönlicher Bekannter und Briefpartner von Karl Marx. 1889 kam er nach Athen und wurde Direktor der American School of Classical Studies. Diese Stelle hatte er bis 1893 inne, später wurde er Professor an derselben Schule. 1895 kehrte Waldstein zurück nach England zurück und wurde an der Universität Cambridge Slade Professor of Fine Art, diesen Lehrstuhl hatte er bis 1901 inne.
Während seiner Zeit in Griechenland führte er Ausgrabungen in Plataiai, in Eretria sowie im Heraion von Argos durch. Später gründete er ein internationales Komitee rund um die Ausgrabungen von Herculaneum.
1912 wurde er als Knight Bachelor geadelt. 1918 änderte er seinen Namen in Charles Walston. Sein Sohn war der Politiker Henry Walston, Baron Walston.

## Olympische Spiele 1896
Waldstein nahm als Schütze an den Olympischen Spielen 1896 in Athen teil. Er nahm am Wettbewerb mit dem Armeegewehr über 200 Meter teil. Sein Ergebnis und sein Platz sind unbekannt. Er war bei diesen Olympischen Spielen der älteste Teilnehmer im gesamten Sportlerfeld.

## Veröffentlichungen
- Balance of Emotion and Intellect (1878)
- Essays on the Art of Phidias. New York 1885. Digitalisat
- The Jewish Question and the Mission of the Jews- London 1889. Digitalisat
- The Work of John Ruskin. In: Karper's New Monthly Magazine. Februar 1899. Digitalisat
- The Study of Art in Universities (1895)
- The Expansion of Western Ideals and the World’s Peace (1899)
- The Argive Heraeum (1902)
- Art in the Nineteenth Century (1903)
- mit Leonard Shoobridge: Herculaneum. Past, Present and Future (1908) (Volltext)